# چشمه اعلاء
چشمه اعلا در فاصلهٔ چهار کیلومتری شمال شهر دماوند واقع شده‌است.

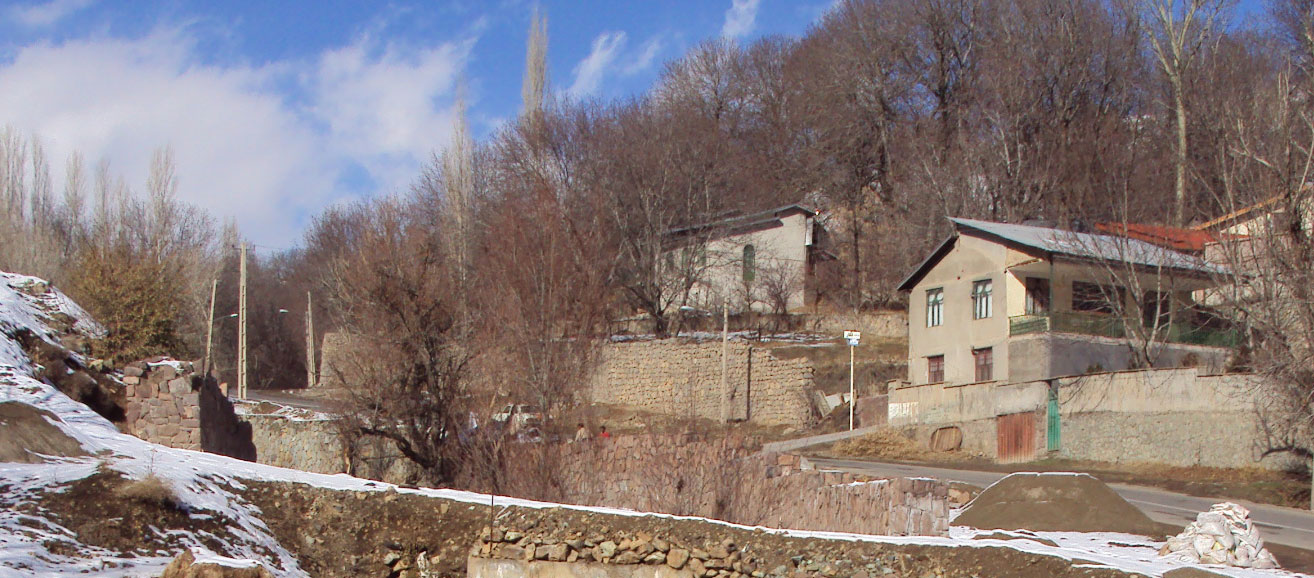

## سرچشمه
چشمه اعلا در فاصلهٔ حدود هفتاد کیلومتری شمال شرقی تهران است. دربارهٔ چشمه‌های آبی مناطق مختلف گمانه زنی‌های فراوانی وجود دارد، اما چیزی که مشخص است، آب چشمه اعلا، از باران و برف سالیانه که به خاک نفوذ می‌کنند، می‌جوشد. برف‌های روی قلهٔ دماوند مسیری بسیار طولانی را از میان لایه‌های مختلف در داخل کوه طی می‌کنند تا به مخزنی در دل کوه برسند. چشمه اعلا دماوند تا کنون از آسیب موجودات زنده در امان مانده‌است. چشمه اعلا با دو مظهر مشخص در شمال شهر دماوند و جنوب ارتفاعات دماوند واقع است. اطراف چشمه پوشیده شده از رسوبات آبرفتی دوران چهارم زمین‌شناسی و آهک‌های سخت دولومینت است. مظهر چشمه در مجاورت همین آب معدنی طبیعی از رشته آب‌های بیکربناته کلسیک سبک سرد و خوراکی است.

## منطقه چشمه اعلا
منطقه گردشگری چشمه اعلا از تفرجگاه‌های حاشیهٔ پایتخت است و در فاصله حدود ۴۵ کیلومتری شرق تهران و در ۴ کیلومتری شهر دماوند قرار دارد.
منطقهٔ ییلاقی چشمه اعلا با آب و هوای دلپذیر و خنک در ایام فراغت و تابستان پذیرای هزاران گردشگر است. روستای چشمه اعلا جزو دهستان حومهٔ بخش مرکزی شهرستان دماوند است و راه فرعی ماشین رو به دماوند دارد.
آب و هوای چشمه اعلا کوهستانی و سردسیر است و تابستان های معتدل و زمستان های سرد دارد و سکنهٔ اصلی آن حدود۲۰۰ تن هستند. محصولات اصلی چشمه اعلا شامل، قیسی. گیلاس .زردآلو . سیب . گردو. آلبالو. و عسل است.

## آب معدنی دماوند

در سال ۱۳۵۲ شرکت «پریه» فرانسه پس از بررسی چشمه‌های معدنی در ایران، چشمه اعلا را با توجه به خصوصیات مناسب آب آن تأیید و برای اولین بار در ایران اقدام به احداث کارخانه بسته یندی آب نمود. متأسفانه این مسئله از سوی ساکنین مکرراً اعلام شده‌است: «آبی که از سوی این کارخانه بسته‌بندی می‌شود همان آب چشمه اعلا نمی‌باشد» این کارخانه در فاصله ۲۰۰ متری چشمه اعلا، چاه عمیقی را حفاری کرده و تمامی بطری‌های آب این کارخانه از آب آن چاه پر می‌شود

## آب چشمه اعلا و فشار خون
نتایج یک بررسی نشان می‌دهد که آب معدنی چشمه اعلا دماوند، تأثیر معنی دار خود را بر کاهش فشار خون در مبتلایان به پرفشاری خون با تأثیر بر میزان کاتیون‌های کلسیم، منیزیم، پتاسیم و سدیم نشان داده که این تأثیر می‌تواند خطر ابتلا به بیماری‌های قلبی عروقی را کاهش دهد.

## زبان
مردم این منطقه از قومیت طبری هستند و به زبان طبری دماوندی که گویشی از زبان مازندرانی می باشد صحبت می کنند.